# Yunnanilus ganheensis
Yunnanilus ganheensis és una espècie de peix de la família dels balitòrids i de l'ordre dels cipriniformes.

## Morfologia
- Fa 4,4 cm de llargària màxima.
- 11 radis tous a l'aleta dorsal i 7 a l'anal.
- És similar a Yunnanilus macroistainus, però se'n diferencia per tindre entre 10 i 12 taques quadrades i negres als flancs vs. dues fileres de 8-10 taques negres i circulars a la part superior del cos d'aquell.[2][4]

## Hàbitat i distribució geogràfica
És un peix d'aigua dolça, demersal i de clima tropical, el qual viu a Yunnan (la Xina).

## Observacions
És inofensiu per als humans.